# جیمز ابوت
جیمز ابوت (انگلیسی: James Abbott; ۱۲ مارس ۱۸۰۷ – ۶ اکتبر ۱۸۹۶) فرد نظامی اهل انگلستان بود. وی همچنین برندهٔ جوایزی همچون نشان حمام شده‌است.

## خانواده
او سومین پسر هنری الکسیوس ابوت، تاجر بازنشسته کلکته از بلک هیث، کنت بود، او در مجموع هفت خواهر و برادر داشت که نام‌های آن‌ها به قرار زیر است:
- مارگارت (۱۸۰۱–۱۸۷۷)
- سرلشکر آگوستوس ابوت، (۱۸۰۴-۱۸۶۷)
- سرلشکر سر فردریک ابوت، (۱۸۰۵-۱۸۹۲)
- اما ابوت (۱۸۰۹–۱۸۷۵)
- ژنرال ساندرز الکسیوس ابوت (۱۸۱۱–۱۸۹۴)
- کیت ادوارد ابوت (۸۱۱۴–۱۸۷۳)
- ادموند ابوت (۱۸۱۶–۱۸۱۶)